# Julius J. Epstein

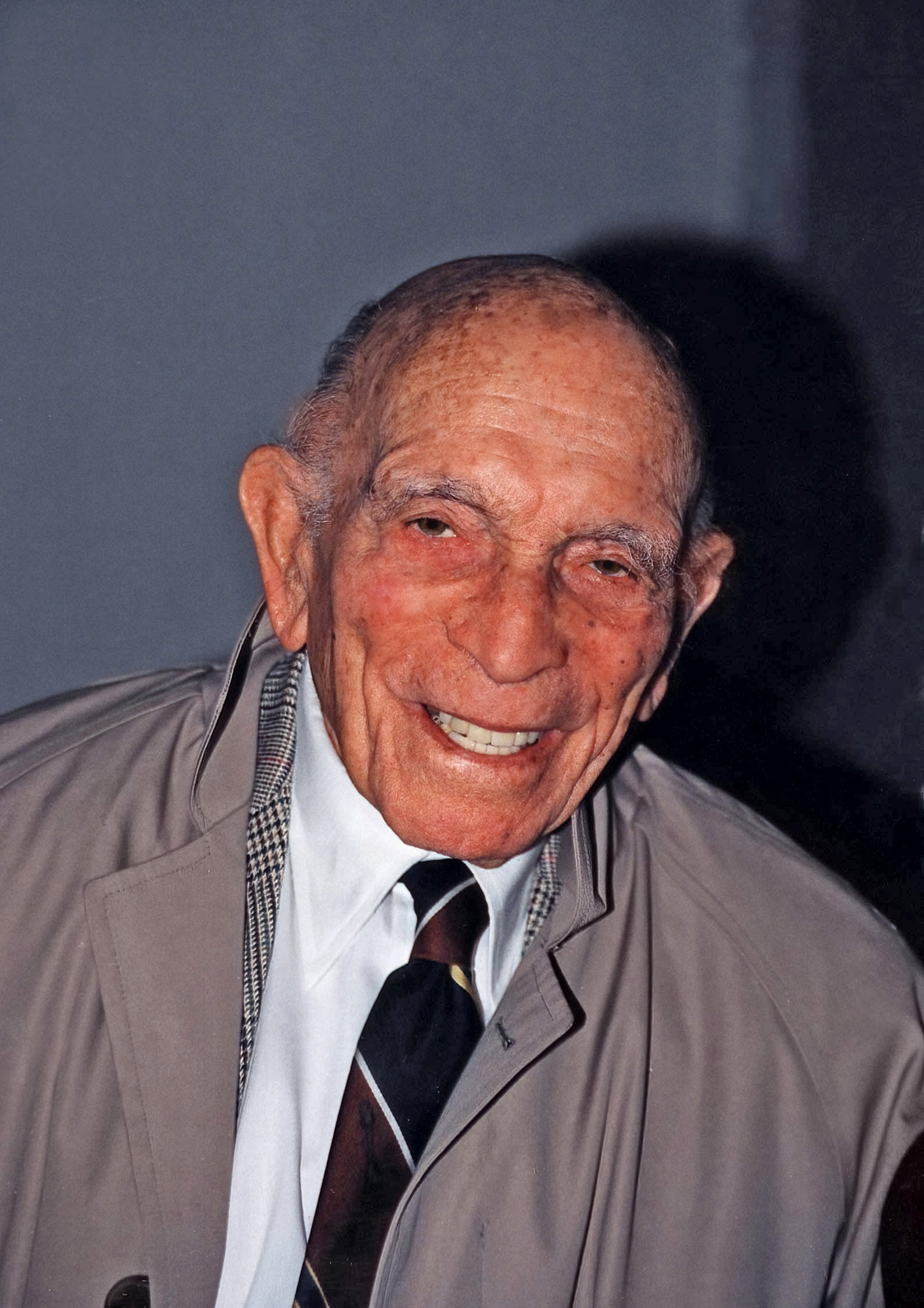
Julius J. Epstein (1997)

Julius J. Epstein (* 22. August 1909 in New York City; † 30. Dezember 2000 in Los Angeles) war ein amerikanischer Drehbuchautor. Er arbeitete häufig mit seinem eineiigen Zwillingsbruder Philip G. Epstein zusammen und adaptierte vor allem Bücher anderer Autoren für die Leinwand.

## Leben
Julius Epstein wuchs in der Lower East Side von Manhattan auf. 1931 machte er seinen Abschluss an der Pennsylvania State University. Nach einer kurzen Karriere als Profiboxer beschloss er zunächst, Journalist zu werden. 1933 zog er gemeinsam mit seinem Bruder Philip nach Hollywood und schrieb in den ersten Jahren hauptsächlich Drehbücher für Musicals und B-Movies wie In Caliente oder Broadway Gondolier. 1935 wurde Epstein von der Produktionsfirma Warner Bros. unter Vertrag genommen. Ein Jahr später heiratete er die Schauspielerin Frances Sage.
Seine erste Oscar-Nominierung erhielt er 1938 für seine Arbeit an der Komödie Vater dirigiert. Der Film zog drei Fortsetzungen nach sich, darunter auch Vier Töchter räumen auf von 1939, für den Julius erstmals mit seinem Bruder zusammenarbeitete. Der endgültige Durchbruch folgte 1940 mit Keine Zeit für Komödie. In den Folgejahren schrieben die Brüder überwiegend gemeinsam. Ihre wohl bekannteste Arbeit ist das Drehbuch des Klassikers Casablanca von 1942, das auf dem Theaterstück Everybody Comes to Rick’s basierte. Julius und Philip Epstein wurden dafür, als bis heute einziges Brüderpaar, mit einem Oscar für das Beste adaptierte Drehbuch ausgezeichnet.
Mit Jack L. Warner, dem Vorsitzenden der Warner Bros., verband das Duo eine Art Hassliebe. Warner erkannte ihre Erfolge zwar an, ihm gefielen jedoch ihre Arbeitsweise und Arbeitszeiten nicht. Immer wieder geriet er deshalb mit ihnen aneinander. 1952 denunzierte Warner die Brüder beim House Un-American Activities Committee (HUAC, der McCarthy-Ausschuss). Sie sagten dort zwar nie aus, schrieben aber einmal in einen Fragebogen, ob sie einer „subversiven Organisation“ angehörten, wahrheitsgemäß: „Ja, zu Warner Brothers.“ Nach der Beendigung der Arbeit an Das Leben der Mrs. Skeffington im Jahr 1944 nahmen sich die Epsteins eine Auszeit vom Filmgeschäft und schrieben die Theaterstücke Chicken Every Sunday und That’s the Ticket.
1945 ließ sich Epstein von Frances Sage scheiden und heiratete vier Jahre später seine zweite Frau Ann Lazlo. Anfang der 1950er Jahre arbeitete er für das Drehbuch zu Damals in Paris ein letztes Mal mit Philip zusammen, der 1952 an Krebs starb. Julius setzte seine Arbeit alleine fort. Für Ruben, Ruben erhielt er 1984 einen WGA-Award, eine Oscar-Nominierung sowie eine Golden-Globe-Nominierung. Dieser späte Erfolg war zugleich sein letztes Projekt. Die Los Angeles Film Critics Association ehrte ihn 1998 mit einem Preis für sein Lebenswerk. Für  Christopher Keanes Buch Schritt für Schritt zum erfolgreichen Drehbuch: Mit einem vollständigen, kommentierten Drehbuch schrieb Epstein das Vorwort (ISBN 978-3866711143).
Julius Epstein starb am 30. Dezember 2000 in Beverly Hills. Er hinterließ seine Ehefrau Ann und zwei Kinder. Das Markenzeichen der Epstein-Brüder waren ihre humorvollen und geistreichen Dialoge. Häufig wurden sie von Regisseuren engagiert, um ein bereits bestehendes Drehbuch zu überarbeiten und „aufzulockern“. Gemeinsam waren sie an 28 Projekten beteiligt. 2006 setzten die Writers Guild of America das Casablanca-Drehbuch auf den ersten Platz der 101 besten Drehbücher aller Zeiten.

## Filmografie (Auswahl)
Drehbuch
- 1935: The Big Broadcast of 1936
- 1935: Living on Velvet
- 1937: Confession
- 1938: Vater dirigiert (Four Daughters)
- 1939: Der Traum vom schöneren Leben (Saturday's Children)
- 1939: Vier Töchter räumen auf (Daughters Courageous)
- 1940: Keine Zeit für Komödie (No Time for Comedy)
- 1941: Schönste der Stadt (The Strawberry Blonde)
- 1941: Die Braut kam per Nachnahme (The Bride Came C.O.D.)
- 1942: Der Mann, der zum Essen kam (The Man Who Came to Dinner)
- 1942: Casablanca
- 1942: Yankee Doodle Dandy
- 1942: Thema: Der Mann (The Male Animal)
- 1944: Arsen und Spitzenhäubchen (Arsenic and Old Lace)
- 1944: Das Leben der Mrs. Skeffington (Mr. Skeffington)
- 1948: Zaubernächte in Rio (Romance on the High Seas)
- 1949: Angst vor der Schande (My Foolish Heart)
- 1952: Damals in Paris (The Last Time I Saw Paris)
- 1953: Die pikanten Jahre einer Frau (Forever Female)
- 1955: Man soll nicht mit der Liebe spielen (Young at Heart)
- 1955: Die zarte Falle (The Tender Trap)
- 1958: Die Brüder Karamasow (The Brothers Karamazov)
- 1959: Spring über Deinen Schatten (Take a Giant Step)
- 1959: Je länger – je lieber (Tall Story)
- 1961: Fanny
- 1961: Licht auf der Piazza (Light in the Piazza)
- 1964: Schick mir keine Blumen (Send Me No Flowers)
- 1965: Eine Tür fällt zu (Return from the Ashes)
- 1966: Jeden Mittwoch (Any Wednesday)
- 1972: Peter und Tillie (Pete 'n' Tillie)
- 1975: Einmal ist nicht genug (Once Is Not Enough)
- 1977: Steiner – Das Eiserne Kreuz (Cross of Iron)
- 1983: Ruben, Ruben (Reuben, Reuben)

## Auszeichnungen
Oscars
- 1939: Nominierung für das Beste Drehbuch – Vater dirigiert
- 1943: Oscar für das Beste adaptierte Drehbuch – Casablanca
- 1973: Nominierung für das Beste adaptierte Drehbuch – Pete und Tillie
- 1984: Nominierung für das Beste adaptierte Drehbuch – Poeten küßt man nicht

Golden Globe Awards
- 1984: Nominierung für das Beste Drehbuch – Poeten küßt man nicht

Writers Guild of America Awards
- 1956: Nominierung für die Beste Komödie – Die zarte Falle
- 1956: Laurel Award
- 1959: Nominierung für die Beste Komödie – Was weiß Mama von Liebe?
- 1962: Nominierung für das Beste Drama – Fanny
- 1973: Nominierung für das Beste adaptierte Drama – Pete und Tillie
- 1979: Nominierung für die Beste Komödie – Hausbesuche
- 1984: Golden Globe für das Beste adaptierte Drama – Poeten küßt man nicht